# Dactylorhiza
Dactylorhiza Neck. ex Nevski, 1937 è un genere di piante terricole appartenente alla famiglia delle Orchidacee, molto simile al genere Orchis, da cui si differenzia per la forma dei rizotuberi che anziché interi sono palmati e profondamente divisi. Proprio da questa caratteristica viene il nome del genere, formato dalle parole greche daktylos (dito) e rhiza (radice).

## Descrizione
I dati morfologici si riferiscono soprattutto alle specie europee e in particolare a quelle spontanee italiane.
Le orchidee di questo genere sono delle piante erbacee generalmente glabre alte al massimo 80 – 100 cm. La forma biologica prevalente è geofita bulbosa (G bulb), ossia sono piante perenni che portano le gemme in posizione sotterranea. Durante la stagione avversa non presentano organi aerei e le gemme si trovano in organi sotterranei chiamati bulbi o tuberi, organi di riserva che annualmente producono nuovi fusti, foglie e fiori. Sono orchidee terrestri in quanto contrariamente ad altre specie della stessa famiglia, non sono “epifite”, ossia non vivono sospese su altri vegetali di maggiori proporzioni.

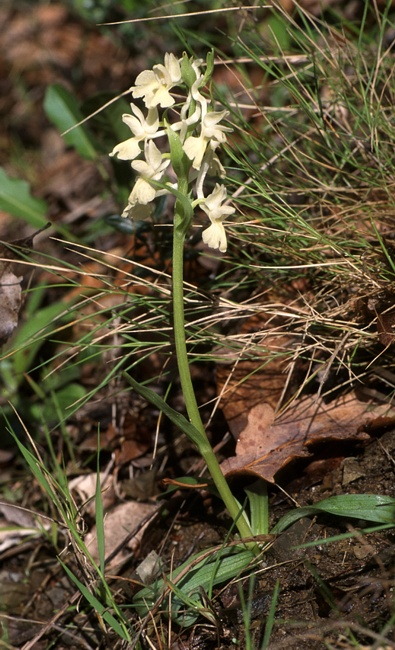
Il portamento di D. romana
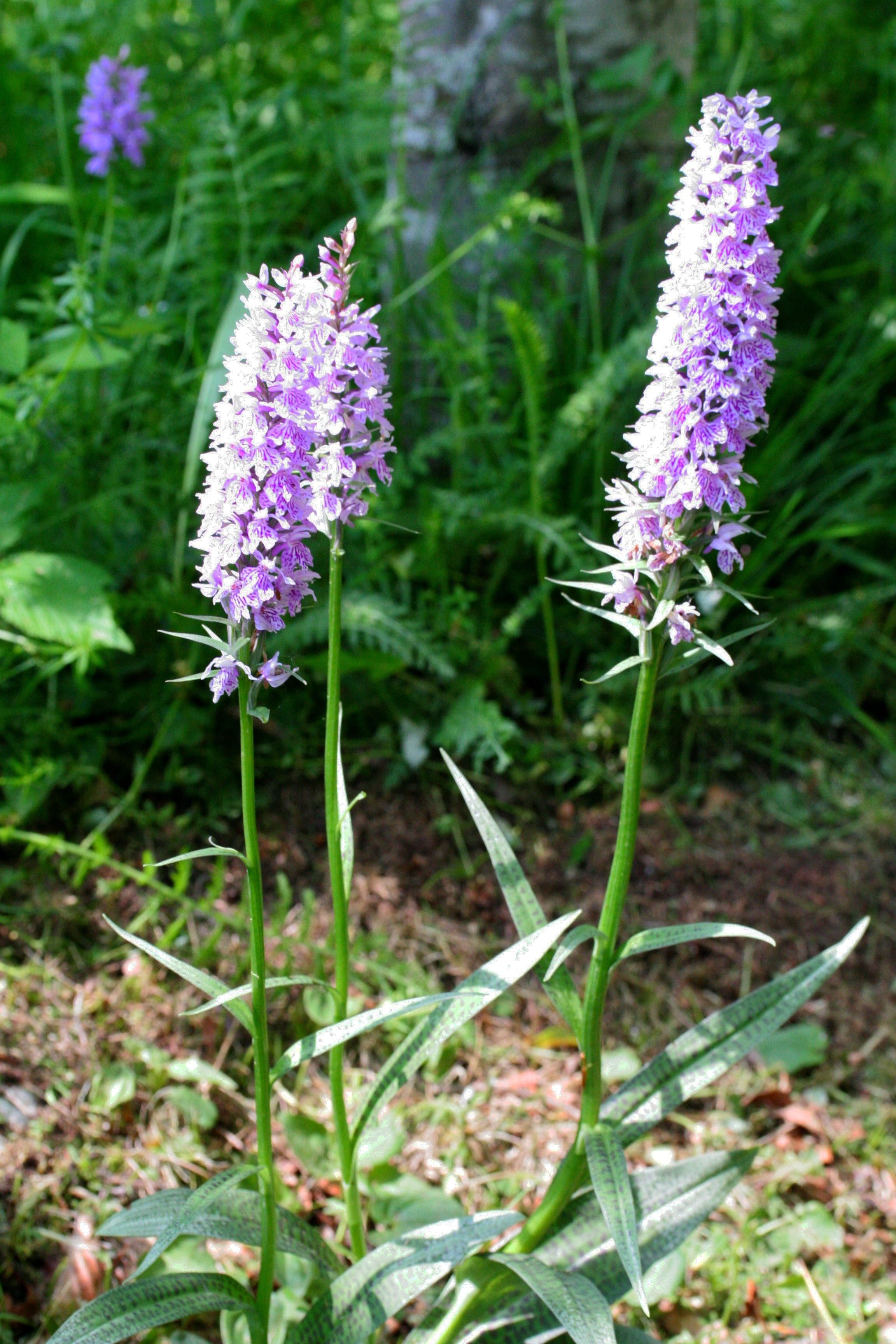
Il portamento di D. maculata subsp. fuchsii Località: Giardino Botanico Alpino "Giangio Lorenzoni", Pian Cansiglio, Tambre d'Alpago (BL), 1000 m s.l.m. - 13/06/2009
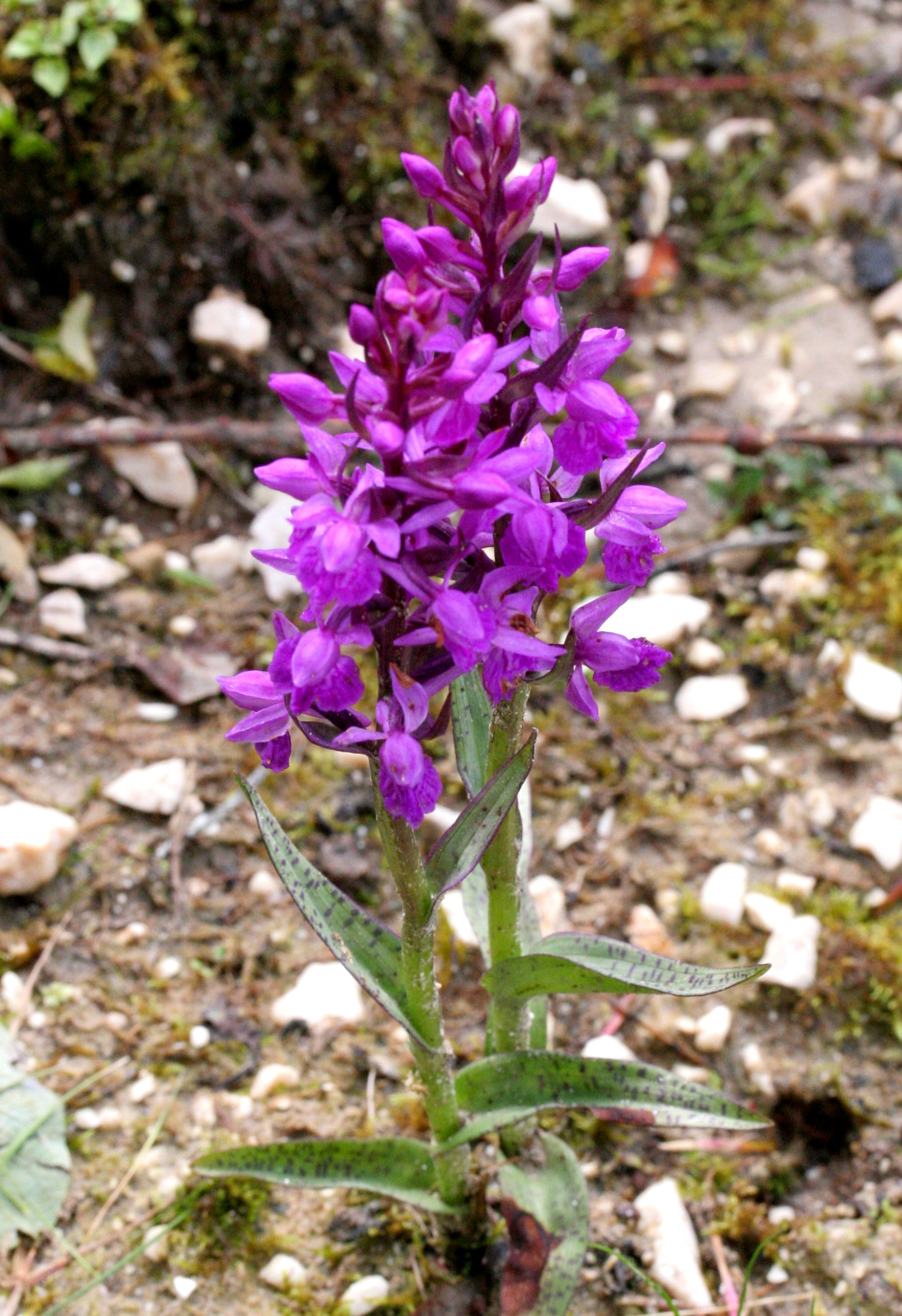
Il portamento di D. traunsteineri Località: Giardino Botanico Alpino "Giangio Lorenzoni", Pian Cansiglio, Tambre d'Alpago (BL), 1000 m s.l.m. - 13/6/2009

### Radici
Le radici sono fascicolate, sottili e secondarie da bulbo, e si trovano nella parte superiore (sul collo) dei bulbi.

### Fusto
- Parte ipogea: la parte sotterranea del fusto è composta da due tuberi (bulbi-tuberi o rizotuberi) carnosi a forma palmata o ovoidale, più o meno divisi in più lobi o tubercoli (caratteristica peculiare del genere Dactylorhiza); il primo svolge delle importanti funzioni di alimentazione del fusto, mentre il secondo raccoglie materiali nutritizi di riserva per lo sviluppo della pianta che si formerà nell'anno venturo.
- Parte epigea: la parte aerea del fusto in genere è eretta, cava, glabra e tubulosa. Alla base sono presenti alcune guaine tubolari (resti di foglie atrofizzate), mentre superiormente è scanalata (angolosa).

### Foglie
Le foglie, al massimo una decina in tutto, sono sia basali (in alcune specie sono ridotte o assenti) che caulinari (lungo il fusto sono disposte in modo alterno). La forma prevalente è lanceolata più o meno ovale o stretta (soprattutto per quelle caulinari); l'apice può essere ottuso (foglie basali) o acuto (foglie superiori). Il portamento è più o meno eretto, a volte patente. Sulla superficie sono presenti inoltre delle nervature parallele disposte longitudinalmente (foglie di tipo parallelinervie). Sono maculate oppure no. Sono inoltre amplessicauli e abbraccianti (guainanti) il fusto.

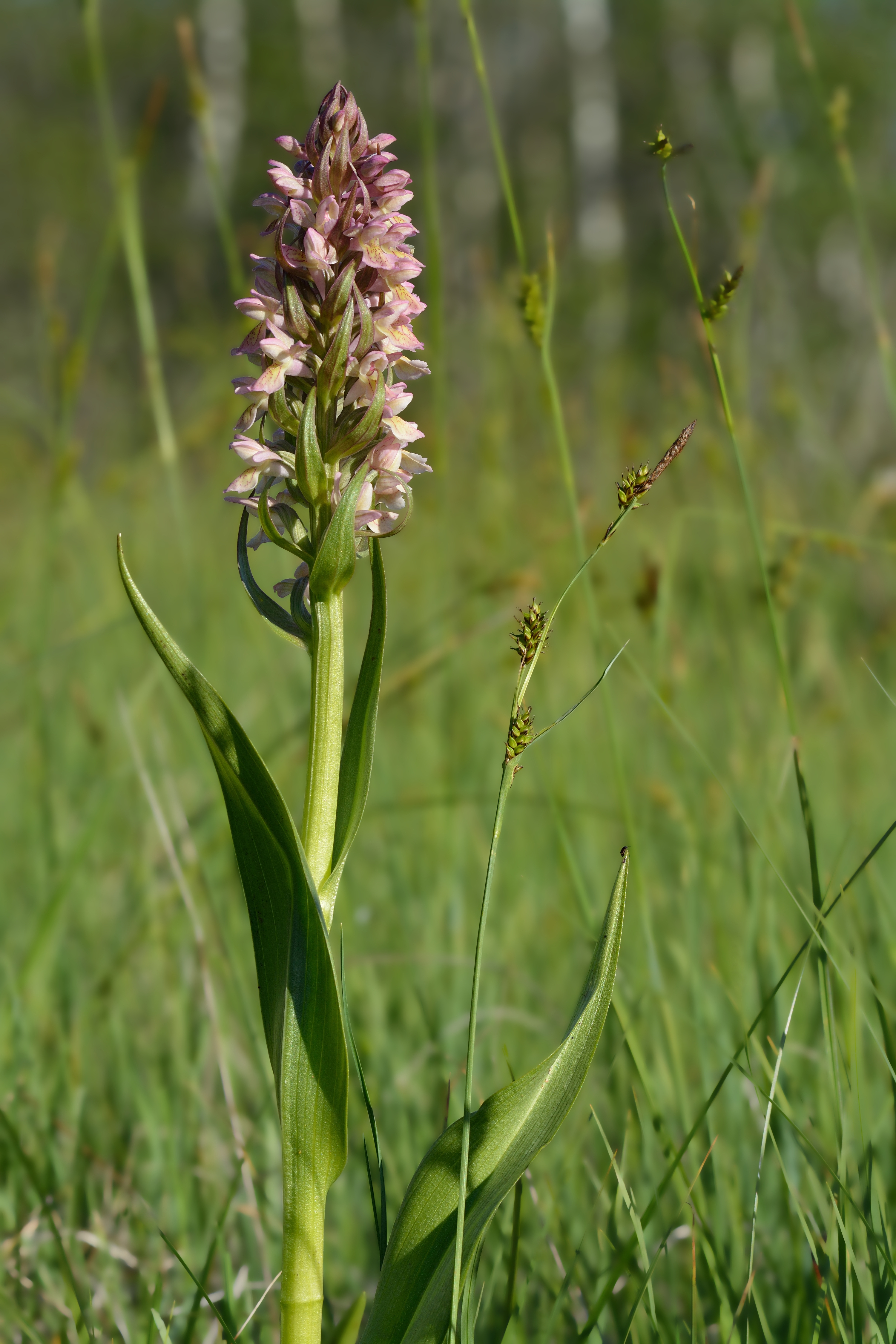
Le foglie di D. incarnata
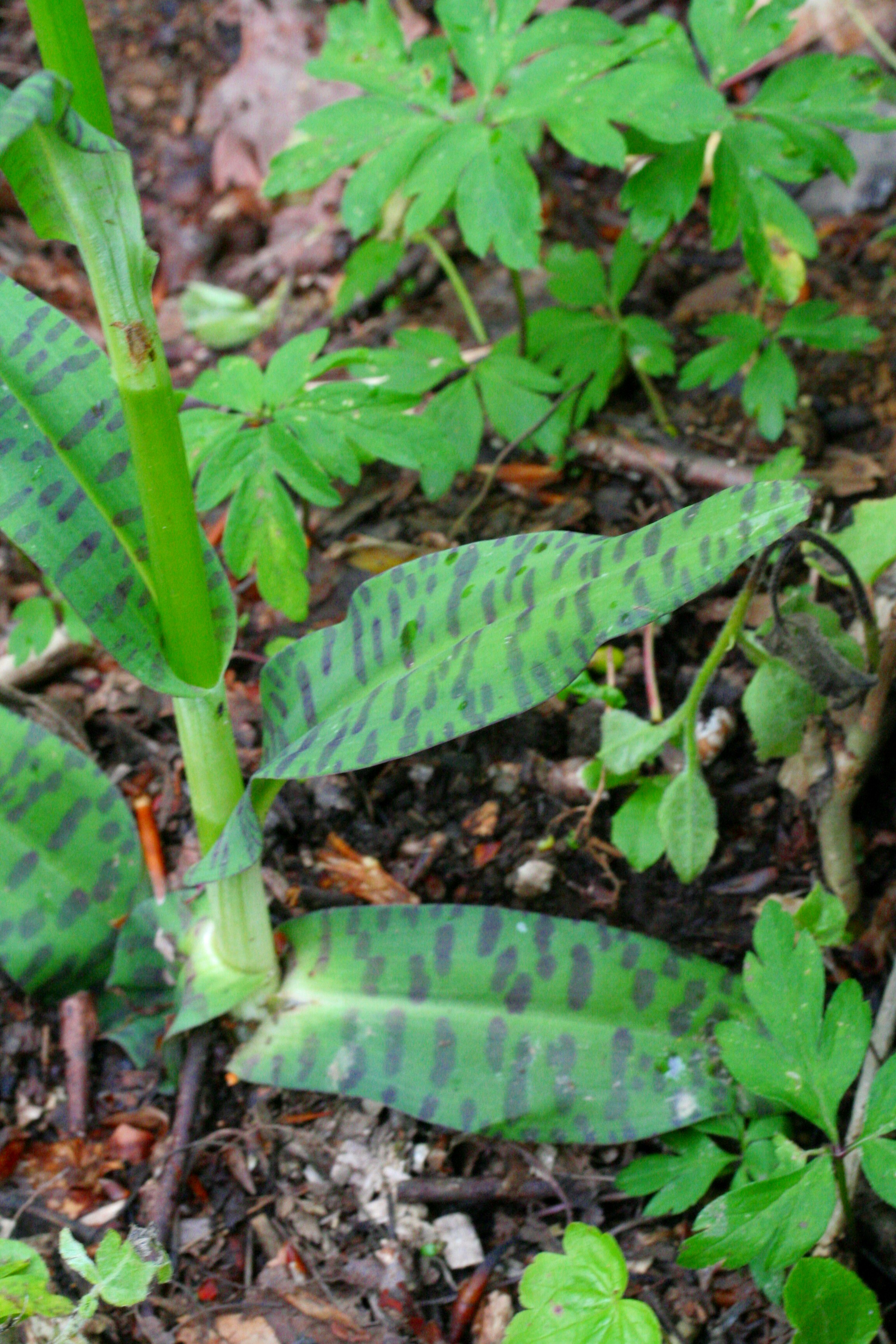
Foglie basali di D. maculata Località: Val Piana, Limana (BL), 850 m s.l.m. - 25/05/2008
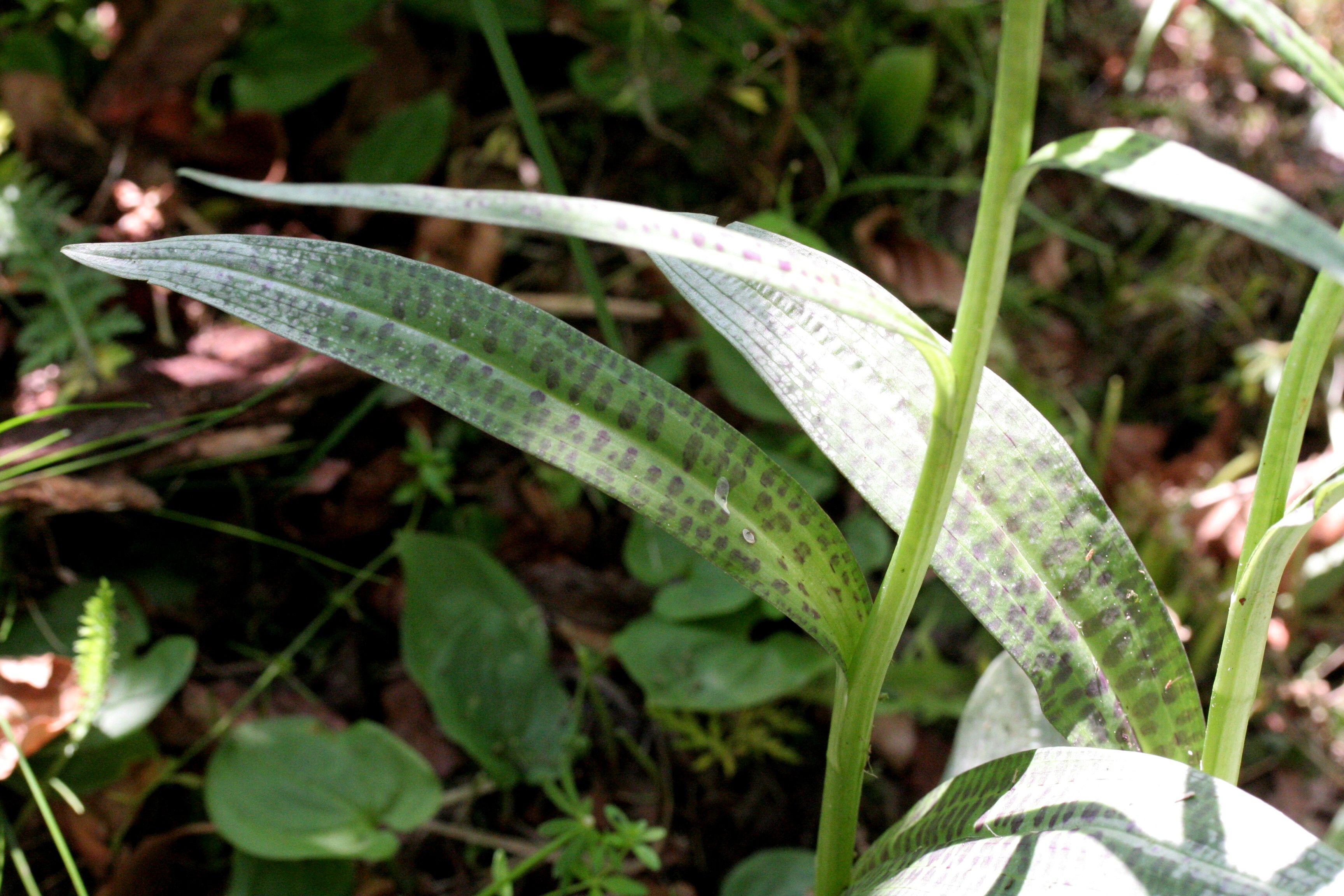
La foglia di D. maculata subsp. fuchsii Località: Giardino Botanico Alpino "Giangio Lorenzoni", Pian Cansiglio, Tambre d'Alpago (BL), 1000 m s.l.m. - 13/06/2009
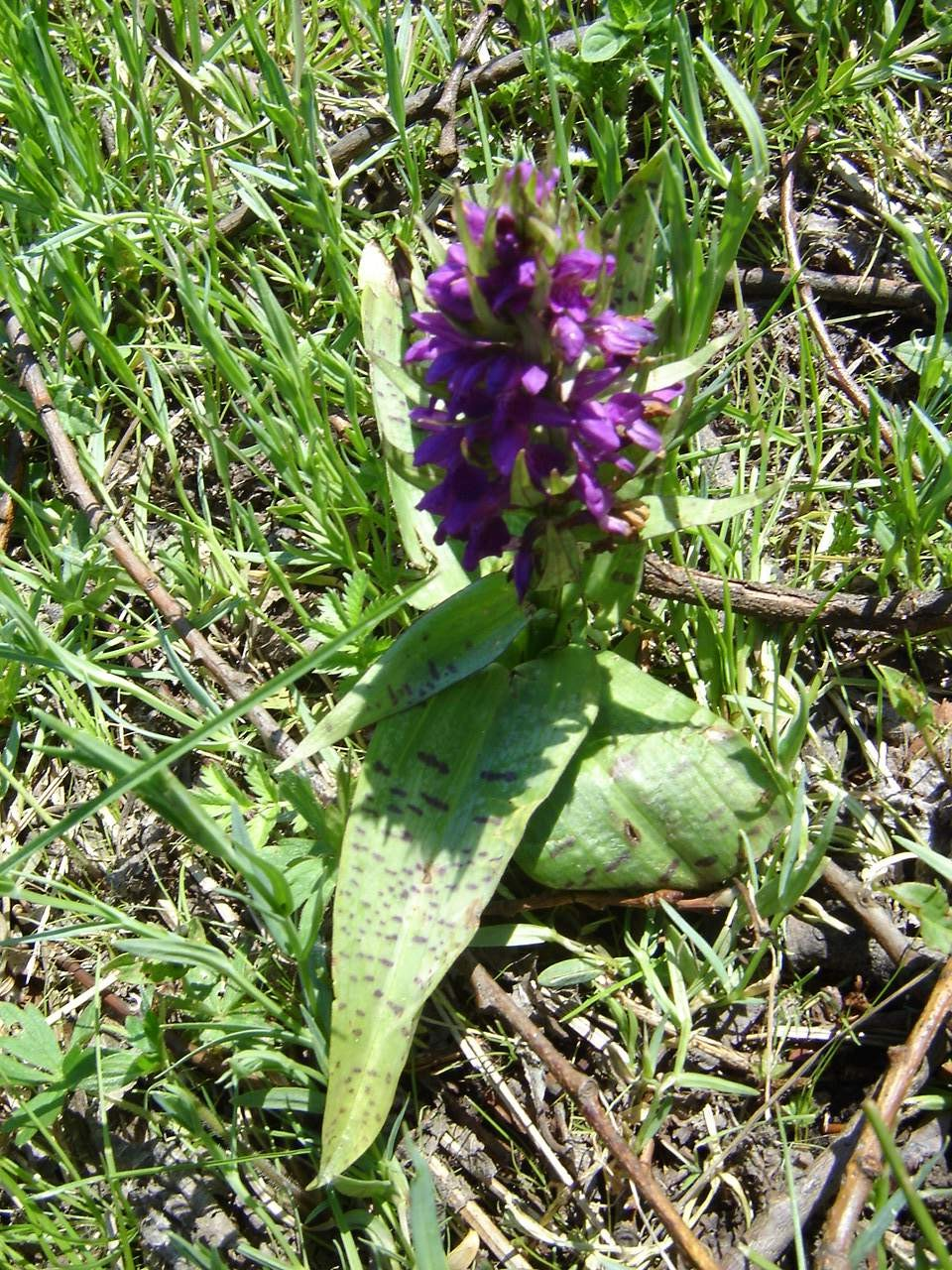
Le foglie di D. majalis

### Infiorescenza
Le infiorescenze sono dense e multiflore oppure lasse con fiori piuttosto grandi. La forma può essere sia cilindrica che ovoidale o forme intermedie. I singoli fiori inoltre sono posti alle ascelle di brattee (si sviluppano da gemme ascellari); queste brattee sono generalmente di tipo fogliaceo a forma da lanceolata ad ovale e acute all'apice; possono essere più o meno lunghe rispetto all'ovario e ai fiori stessi. I fiori inoltre sono resupinati, ruotati sottosopra tramite torsione dell'ovario; in questo caso il labello è volto in basso.

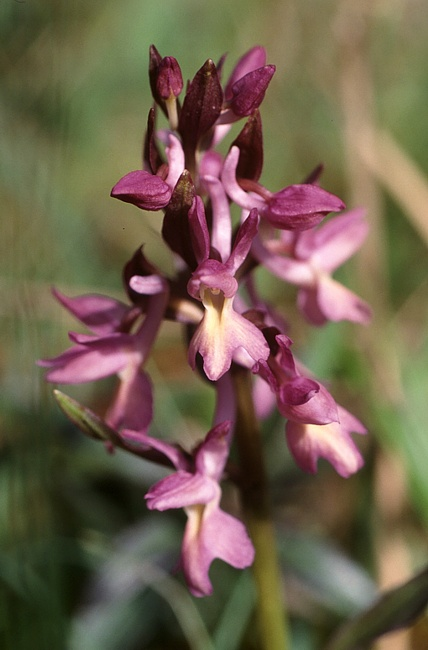
L'infiorescenza di D. romana
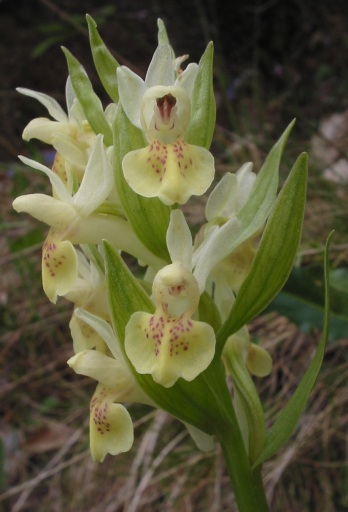
L'infiorescenza di D. sambucina
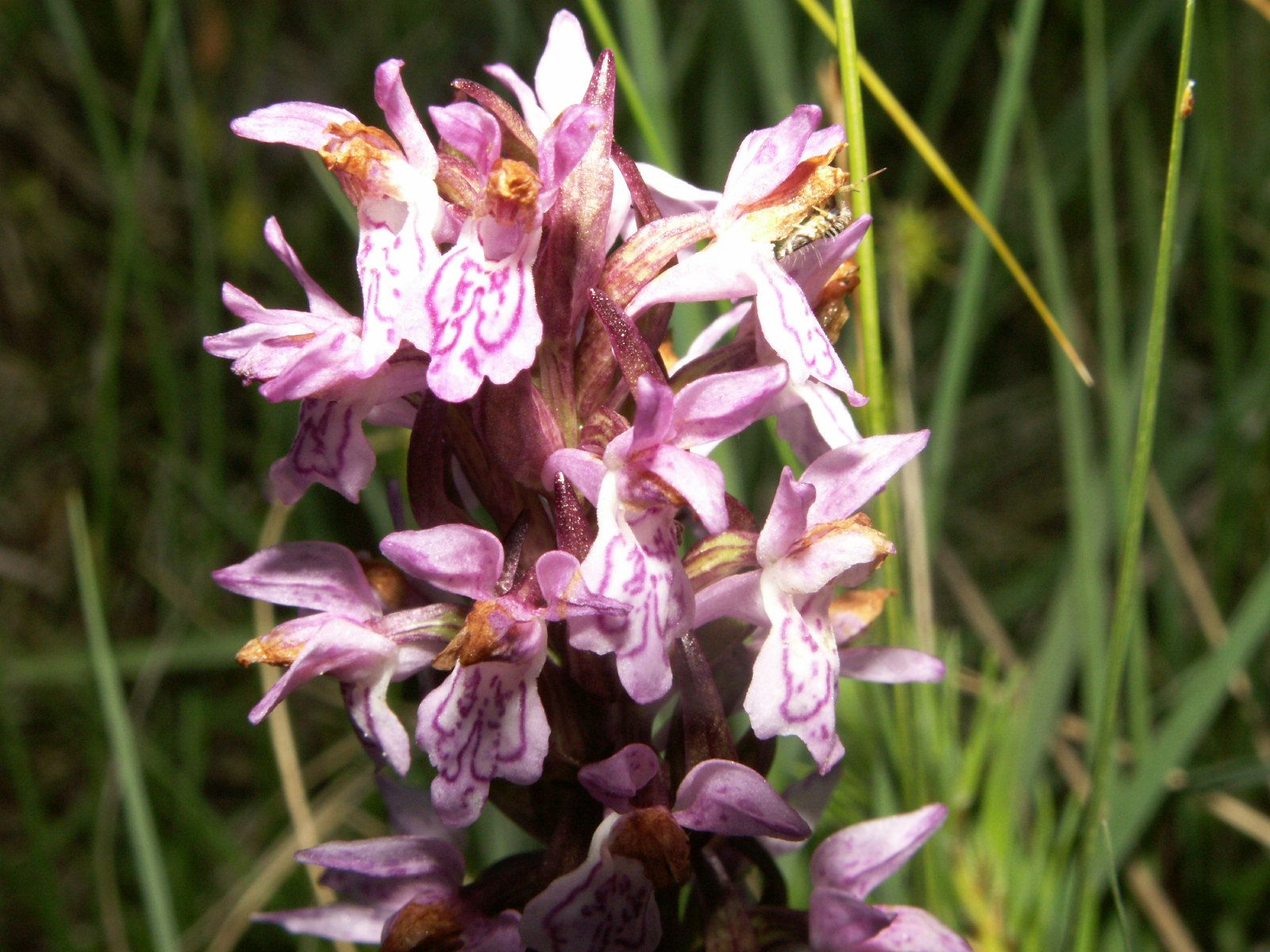
L'infiorescenza di D. incarnara subsp. cruenta
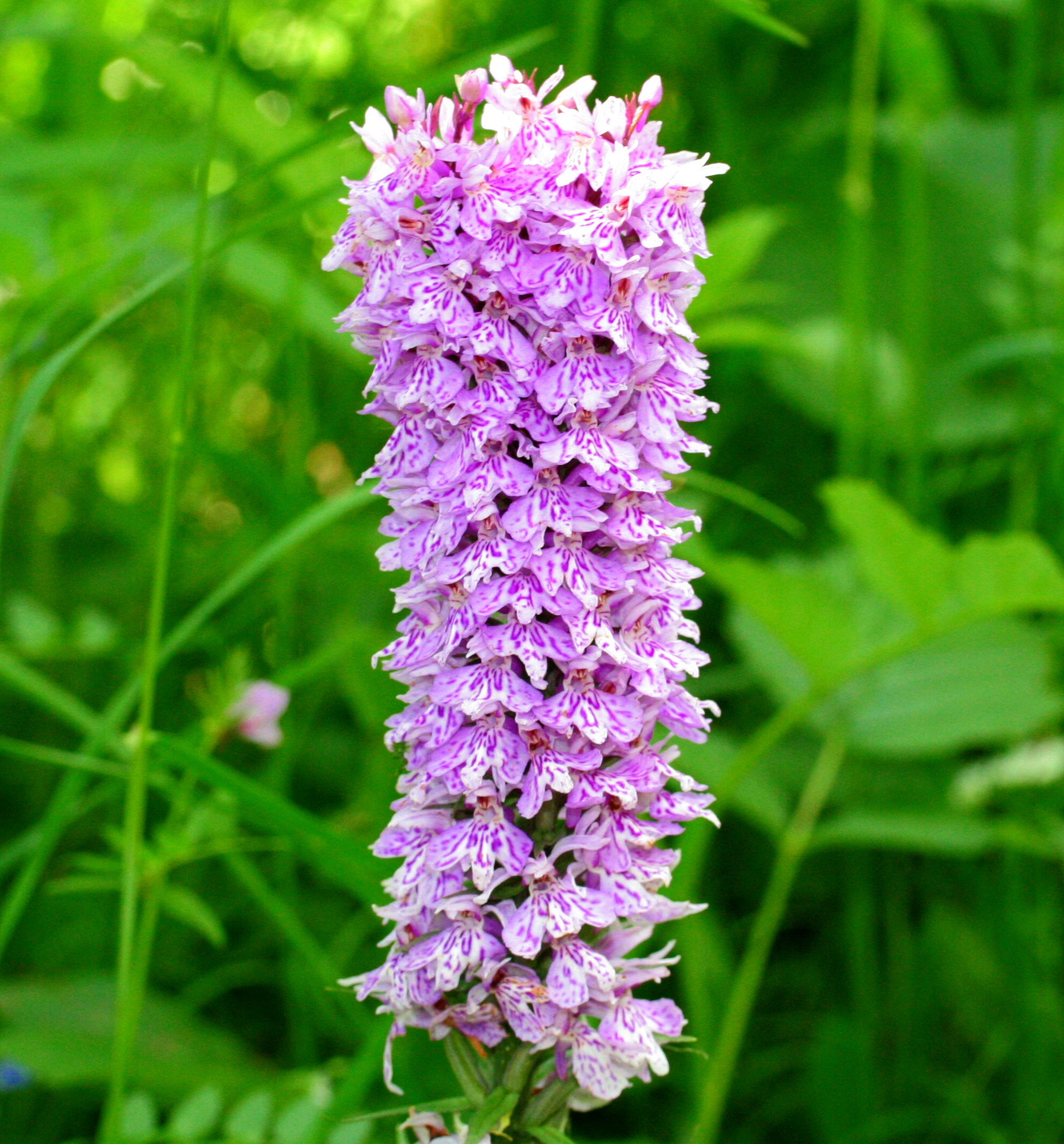
L'infiorescenza di D. maculata subsp. fuchsii Località: Giardino Botanico Alpino "Giangio Lorenzoni", Pian Cansiglio, Tambre d'Alpago (BL), 1000 m s.l.m. - 13/06/2009

### Fiore
I fiori sono ermafroditi ed irregolarmente zigomorfi, pentaciclici (perigonio a 2 verticilli di tepali, 2 verticilli di stami (di cui uno solo fertile – essendo l'altro atrofizzato), 1 verticillo dello stilo). Il colore dei fiori varia dal violaceo, rosa-violetto, porpora, giallo al giallo verdastro o raramente bianco.

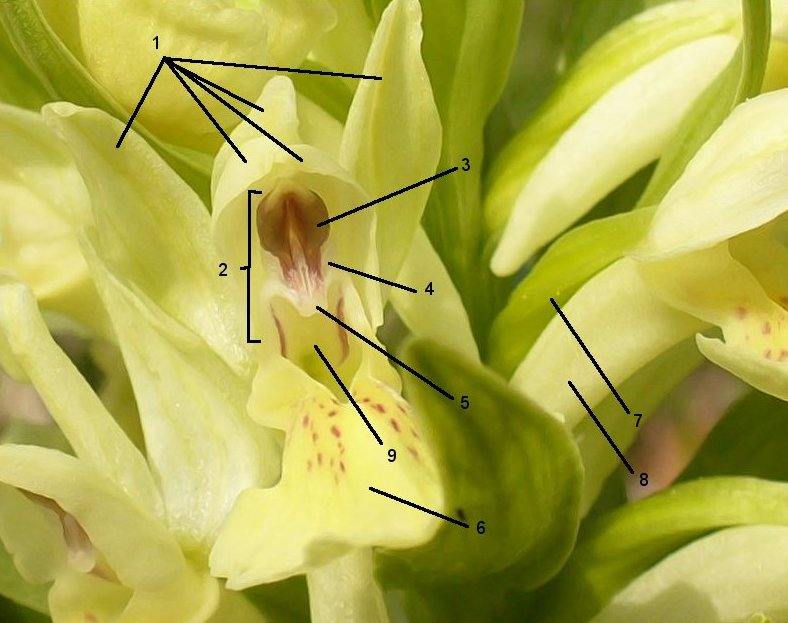
Anatomia del fiore (D. sambucina)
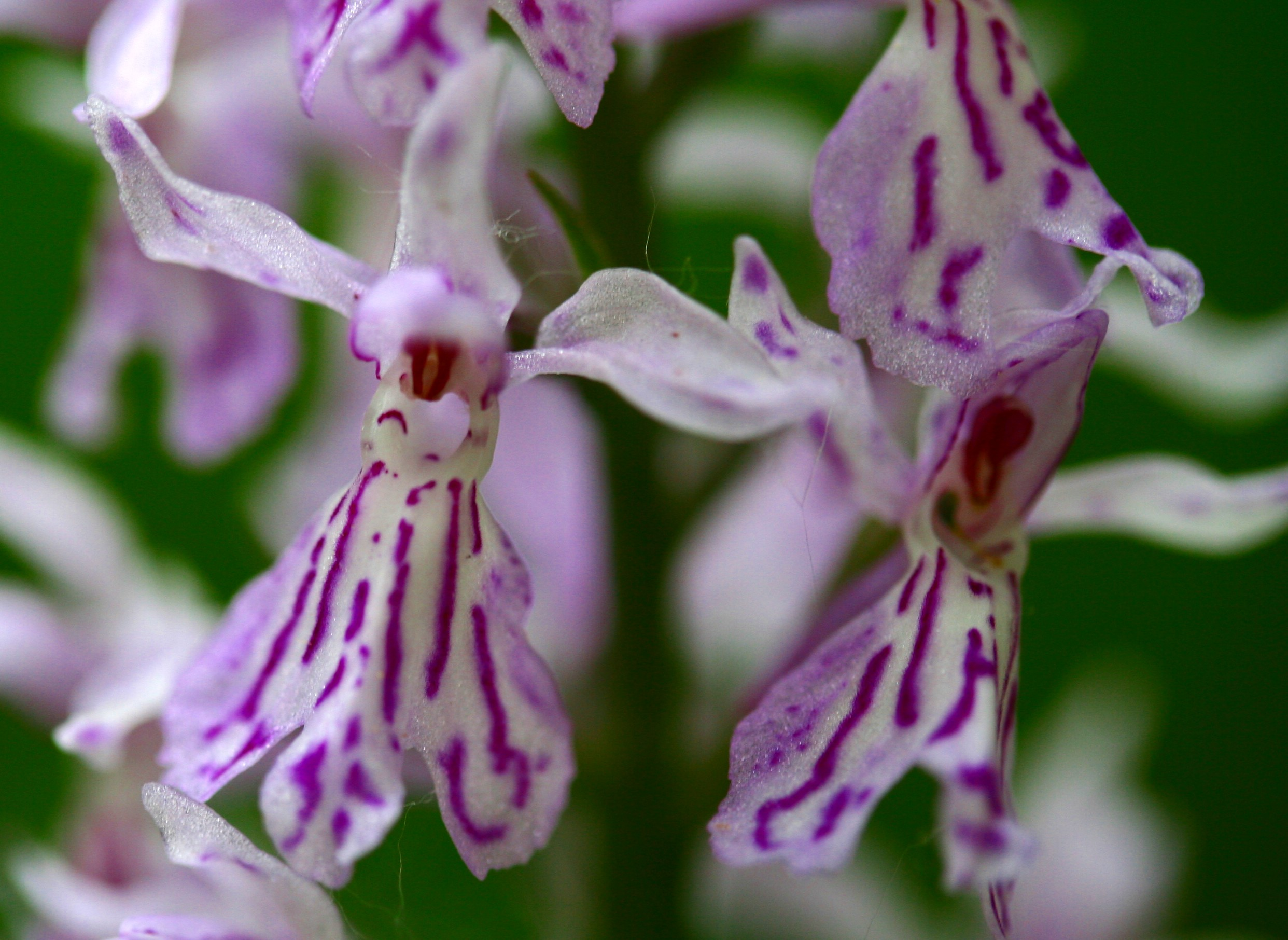
Il fiore di D. maculata Località: Pellegai, Mel (BL), 503 m s.l.m. - 17/05/2007
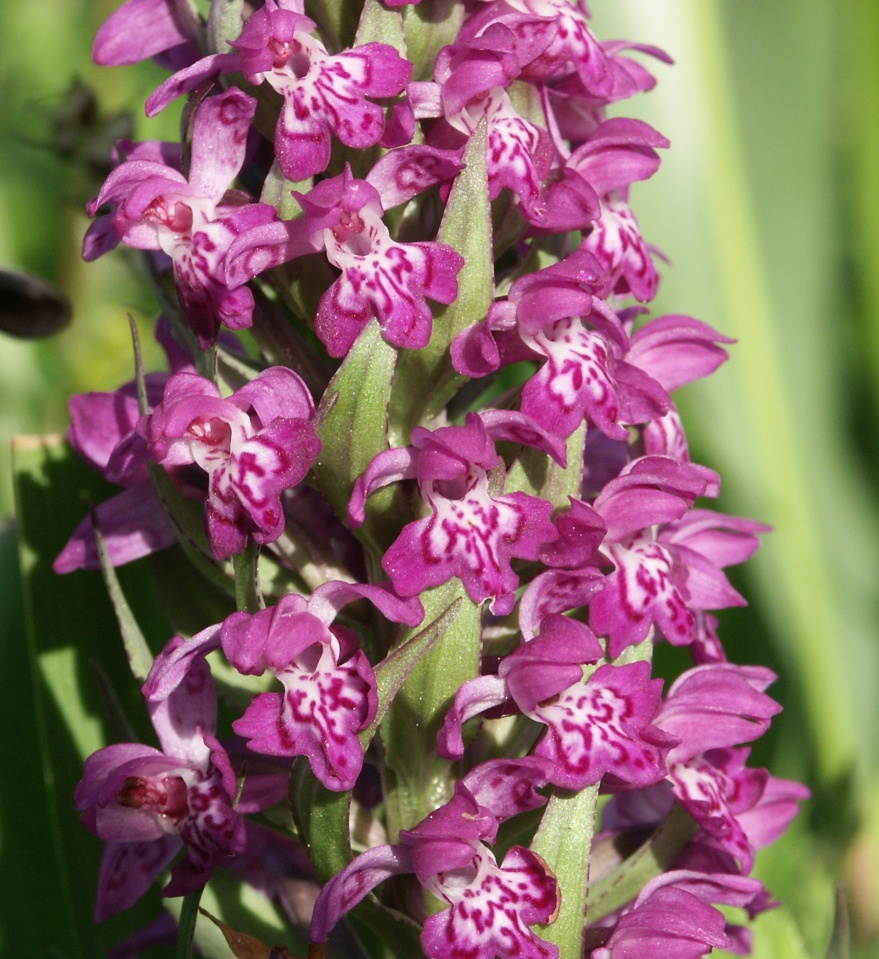
I fiori di D. majalis
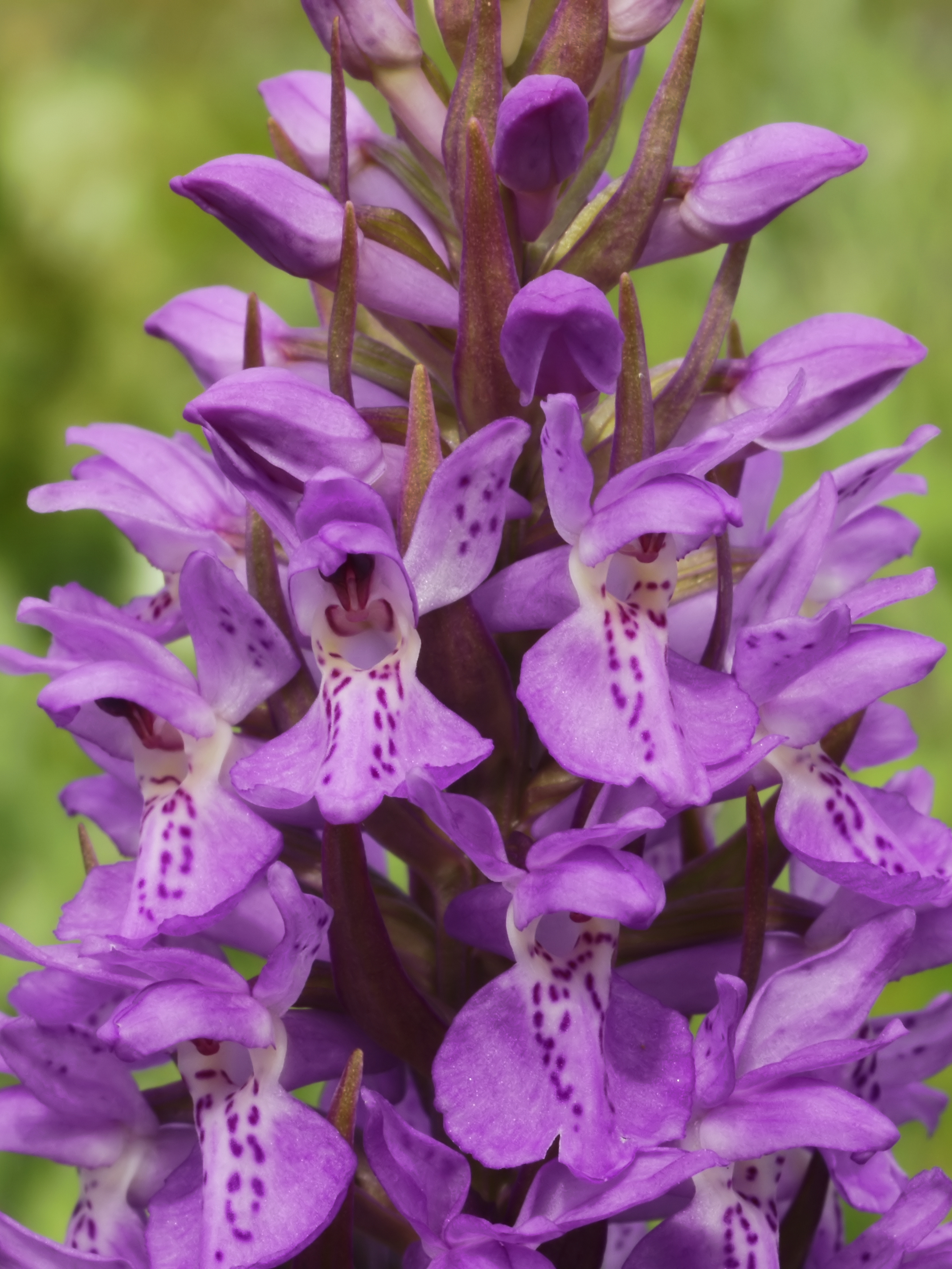
I fiori di D. praetermissa

- Formula fiorale: per queste piante viene indicata la seguente formula fiorale:

P 3+3, [A 1, G (3)]
- Perigonio: il perigonio è composto da 2 verticilli con 3 tepali (o segmenti) ciascuno (3 interni e 3 esterni). I tepali esterni sono in genere lanceolati a portamento eretto o patente. Quello centrale è più ovato, concavo, diretto in avanti e insieme ai due tepali interni centrali (che sono conniventi) formano una specie di cappuccio a protezione degli organi riproduttori (il ginostemio). Dei tre tepali interni quello mediano (chiamato labello) è diverso dagli altri, mentre i due laterali sono più simili a quelli esterni.
- Labello: il labello (semplice – non formato da due parti distinte) varia da intero a decisamente trilobato. Sul retro, alla base, il labello è prolungato in uno sperone cilindrico o sub-conico, rivolto verso il basso o al massimo orizzontale e lungo più o meno come l'ovario; in genere lo sperone non è nettarifero. La parte centrale del labello può essere punteggiata di scuro.
- Ginostemio: lo stame con le rispettive antere (in realtà si tratta di una sola antera fertile biloculare – a due logge) è concresciuto con lo stilo e forma una specie di organo colonnare chiamato "ginostemio"[5]. Quest'organo è posizionato all'interno-centro del fiore e in questa specie è molto breve ma con una ampia area stigmatifera. Il polline ha una consistenza gelatinosa; e si trova nelle due logge dell'antera, queste sono fornite di una ghiandola vischiosa (chiamata retinacolo). I pollinii sono inseriti sui due retinacoli tramite delle caudicole, mentre i retinacoli sono protetti da un'unica borsicola rostellare (a forma di coppa bilobata). L'ovario, sessile in posizione infera è formato da tre carpelli fusi insieme[3].
- Fioritura: fine primavera, inizio estate.

### Frutti

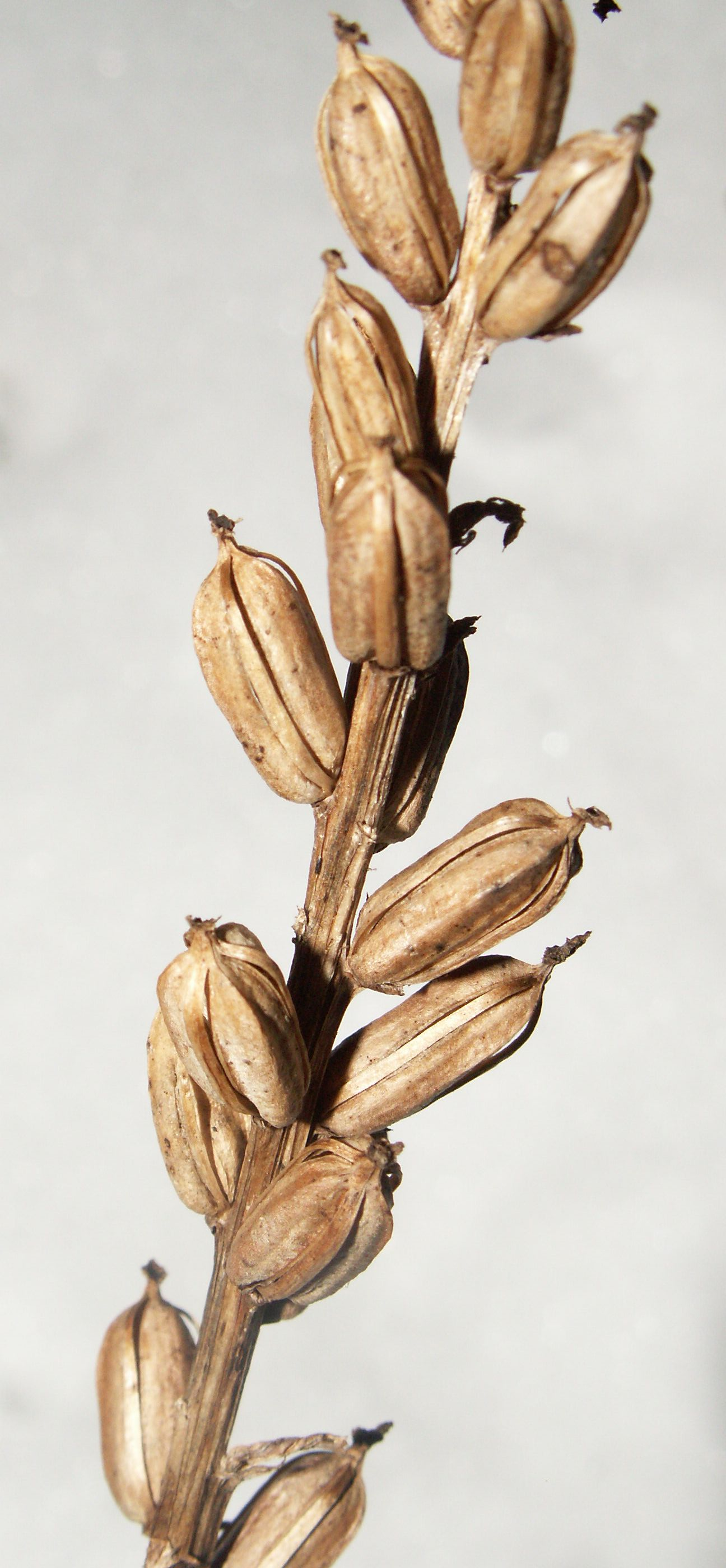
I frutti di D. maculata subsp. fuchsii

Il frutto è una capsula. Al suo interno sono contenuti numerosi minutissimi semi piatti. Questi semi sono privi di endosperma e gli embrioni contenuti in essi sono poco differenziati in quanto formati da poche cellule. Queste piante vivono in stretta simbiosi con micorrize endotrofiche, questo significa che i semi possono svilupparsi solamente dopo essere infettati dalle spore di funghi micorrizici (infestazione di ife fungine). Questo meccanismo è necessario in quanto i semi da soli hanno poche sostanze di riserva per una germinazione in proprio.

## Biologia
La riproduzione di queste piante può avvenire in due modi: 
- per via sessuata grazie all'impollinazione degli insetti pronubi, specialmente bombi. Queste piante in realtà sono quasi prive di nettare, ma vengono visitate ugualmente dai vari insetti in quanto le confondono con altre piante dotate di nettare. Questi posandosi sul labello per raggiungere con la proboscide il nettare contenuto nel fondo dello sperone (o sperando di raggiungerlo), si agitano e si sfregano contro il ginostemio (posto in questo momento sopra il loro corpo) che vibrando rilascia del polline che va a posarsi sulle parti pelose dell'insetto. Quando lo stesso insetto si posa su un'altra orchidea parte di questo polline rimane attaccato al retinacolo (posto nella zona centrale del ginostemio) per merito della sostanza vischiosa presente sulla sua superficie. È avvenuto così il trasferimento del polline da un fiore all'altro. A questo punto lo stigma (parte inferiore del ginostemio) rimane impollinato, si sviluppa quindi un budello pollinico che entrando nell'ovario feconderà l'ovulo[2]. la germinazione dei semi è tuttavia condizionata dalla presenza di funghi specifici (i semi sono privi di albume – vedi sopra).
- per via vegetativa in quanto uno dei due bulbi possiede la funzione vegetativa per cui può emettere gemme avventizie capaci di generare nuovi individui (l'altro bulbo generalmente è di riserva).

## Distribuzione e habitat
Sono piante diffuse soprattutto nelle regioni montuose italiane, su terreni mediamente magri (prati e pascoli); ma anche schiarite dei boschi o margini stradali sempre lungo i boschi: prediligono infatti i luoghi ombrosi e freschi. Fuori dall'Italia, oltre che nell'Europa e nella Russia, queste orchidee si trovano nella Siberia meridionale fino alla Corea e al Giappone. Alcune specie sono presenti in Nord America. A sud si spingono fino alle zone subtropicali dell'Asia e Africa del Nord.
Delle 12 specie spontanee della flora italiana 7 vivono sull'arco alpino. La tabella seguente mette in evidenza alcuni dati relativi all'habitat, al substrato e alla diffusione di questi fiori relativamente allo specifico areale alpino.
| Specie                        | Comunità vegetali | Piani vegetazionali                | Substrato  | pH     | Livello trofico | H2O     | Ambiente    | Zona alpina                    |
| ----------------------------- | ----------------- | ---------------------------------- | ---------- | ------ | --------------- | ------- | ----------- | ------------------------------ |
| D. incarnata subsp. incarnata | 7                 | collinare montano                  | Ca – Ca/Si | neutro | basso           | bagnato | D1 E1 F3    | tutto l'arco alpino (escl. CN) |
| D. incarnata subsp. cruenta   | 7                 | montano subalpino                  | Ca         | basico | basso           | bagnato | D1 E1 F3    | CN TO AO BS TN BZ BL           |
| D. lapponica subsp. rhaetica  | 7                 | montano subalpino                  | Ca - Ca/Si | neutro | basso           | bagnato | D1 E1 F3    | BG BS TN BZ BL UD PN           |
| D. maculata                   | 7                 | collinare montano subalpino alpino | Ca – Si    | neutro | basso           | medio   | B6 E1 F3 F7 | tutto l'arco alpino            |
| D. majalis                    | 11                | montano subalpino                  | Ca - Ca/Si | neutro | medio           | bagnato | E1 F3       | tutto l'arco alpino (escl. BG) |
| D. sambucina                  | 9                 | collinare montano subalpino        | Ca – Si    | acido  | basso           | secco   | F2 F4 F5    | tutto l'arco alpino            |
| D. traunsteineri              | 7                 | collinare montano subalpino        | Ca – Si    | neutro | basso           | bagnato | D1 E1 F3    | CN AO BG BSTN BZ BL UD         |

Legenda e note alla tabella.
Per il “substrato” con “Ca/Si” si intendono rocce di carattere intermedio (calcari silicei e simili); vengono prese in considerazione solo le zone alpine del territorio italiano (sono indicate le sigle delle province).
Comunità vegetali:
7 = comunità delle paludi e delle sorgenti
9 = comunità a emicriptofite e camefite delle praterie rase magre secche
11 = comunità delle macro- e megaforbie terrestri
Ambienti:
B5 = rive, vicinanze corsi d'acqua
D1 = sorgenti e cadute d'acqua
E1 = paludi e torbiere basse
F2 = praterie rase, prati e pascoli dal piano collinare al subalpino
F3 = prati e pascoli mesofili e igrofili
F4 = prati e praterie magre rase
F5 = praterie rase subalpine e alpine
F7 = margini erbacei dei boschi

## Tassonomia
In passato queste orchidee facevano parte del genere Orchis L., 1753. Il botanico toscano Adriano Fiori (1865-1950) le raggruppava nella sezione chiamata ANDRORCHIS; l'altra sezione era chiamata HERORCHIS. La sezione ANDRORCHIS si differenziava oltre per i tuberi divisi (come già detto) anche per i segmenti esterni del perigonio liberi e non conniventi a cappuccio (come invece nella sezione ANDRORCHIS). Pignatti nella sua monumentale  ”Flora d'Italia”  (1982) include ancora queste orchidee nel genere Orchis, ma le relega al sottogenere Dactylorchis Klinge suddividendole ulteriormente in due sezioni (Maculatae e Sambucinae); ma precisa anche che, qualora questo gruppo sia elevato al rango di genere distinto, la nomenclatura valida è Dactylorhiza. Attualmente per la flora italiana queste orchidee vengono suddivise in quattro sezioni (vedi paragrafo “Descrizione delle specie della flora italiana”).

Le caratteristiche indicate sopra sono rimaste valide nella divisione definitiva in due generi distinti (Orchis e Dactylorhiza), accetta dalla maggioranza dei botanici, dopo i lavori del naturalista ungherese Károly Rezso Soó (1903 – 1980) e altri (Nelson) negli anni 1960. Non è definito invece univocamente il numero di specie assegnate al genere: si passa dalle 50 alle 200 specie a seconda dei vari autori. In Italia si va dalle 8 elencate da Pignatti nella sua “Flora d'Italia” alle 16 considerando anche le varie sottospecie in modo indipendente.

### Specie
Attualmente (giugno 2021) sono accettate le seguenti specie:
- Dactylorhiza alpestris (Pugsley) Aver.
- Dactylorhiza aristata (Fisch. ex Lindl.) Soó
- Dactylorhiza atlantica Kreutz & Vlaciha
- Dactylorhiza baumanniana J.Hölz. & Künkele
- Dactylorhiza cordigera (Fr.) Soó
- Dactylorhiza cyrnea W.Foelsche & Cord-Landwehr
- Dactylorhiza czerniakowskae Aver.
- Dactylorhiza durandii (Boiss. & Reut.) M.Laínz
- Dactylorhiza elata (Poir.) Soó
- Dactylorhiza foliosa (Rchb.f.) Soó
- Dactylorhiza francis-drucei (Wilmott) Aver.
- Dactylorhiza fuchsii (Druce) Soó
- Dactylorhiza graggeriana (Soó) Soó
- Dactylorhiza iberica (M.Bieb. ex Willd.) Soó
- Dactylorhiza euxina (Nevski) Czerep.
- Dactylorhiza hatagirea (D.Don) Soó
- Dactylorhiza incarnata (L.) Soó
- Dactylorhiza insularis (Sommier) Landwehr
- Dactylorhiza isculana Seiser
- Dactylorhiza kafiriana Renz
- Dactylorhiza kerryensis (Wilmott) P.F.Hunt & Summerh.
- Dactylorhiza kulikalonica Chernyak.
- Dactylorhiza lapponica (Laest. ex Hartm.) Soó
- Dactylorhiza maculata (L.) Soó
- Dactylorhiza magna (Czerniak.) Ikonn.
- Dactylorhiza majalis (Rchb.) P.F.Hunt & Summerh.
- Dactylorhiza osmanica (Klinge) Soó
- Dactylorhiza phoenissa (B.Baumann & H.Baumann) P.Delforge
- Dactylorhiza praetermissa (Druce) Soó
- Dactylorhiza purpurella (T.Stephenson & T.A.Stephenson) Soó
- Dactylorhiza romana (Sebast.) Soó
- Dactylorhiza russowii (Klinge) Holub
- Dactylorhiza saccifera (Brongn.) Soó
- Dactylorhiza salina (Turcz. ex Lindl.) Soó
- Dactylorhiza sambucina (L.) Soó
- Dactylorhiza sibirica Efimov
- Dactylorhiza sudetica (Poech ex Rchb.f.) Aver.
- Dactylorhiza traunsteineri (Saut. ex Rchb.) Soó
- Dactylorhiza traunsteinerioides (Pugsley) Landwehr
- Dactylorhiza umbrosa (Kar. & Kir.) Nevski
- Dactylorhiza urvilleana (Steud.) H.Baumann & Künkele
- Dactylorhiza vadorum Kreutz & H.Dekker
- Dactylorhiza viridis (L.) R.M.Bateman, Pridgeon & M.W.Chase

#### Specie della flora italiana
Per meglio comprendere ed individuare le varie specie del genere l'elenco che segue utilizza in parte il sistema delle chiavi analitiche (vengono cioè indicate solamente quelle caratteristiche utili a distingue una specie dall'altra).
- I tuberi sono a forma più o meno cilindrica e divisi solamente all'apice.

- Sezione Sambucinae: il fusto è cavo; le foglie in genere non sono maculate; i fiori sono gialli o misti rossi; questo gruppo di orchidee preferiscono substrati secchi (orchidee mesofile) con habitat montani o submontani.

- Le foglie hanno una forma più lineare e sono concentrate soprattutto nella parte bassa del fusto; lo sperone è appena più lungo dell'ovario.

- D. romana (Sebast.) Soó, 1962 - Orchide romana.

- Le foglie hanno una forma oblungo-lanceolata e sono distribuite equamente lungo il fusto.

- D. sambucina (L.) Soó, 1962 - Orchide sambucina: lo sperone è più breve dell'ovario con portamento discendente.
- D. insularis (Sommier) Ó.Sánchez & Herrero, 2005 - Orchide delle Isole: lo sperone è più breve dell'ovario con portamento orizzontale.

- Nelle prossime tre sezioni i tuberi sono sempre profondamente divisi in diversi tubercoli e lo sperone è sempre più breve dell'ovario.

- Sezione Incarnatae: il labello è intero (sub-intero o denticolato); il fusto è cavo; questo gruppo di orchidee sono igrofile con habitat montani o submontani.

- D. Incarnata subsp. incarnata (L.) Soó, 1962 - Orchide incarnata: lo sperone è più lungo della metà dell'ovario e le foglie non sono maculate.
- D. incarnata subsp. cruenta (O.F. Müll.) P.D. Sell, 1966 - Orchide sanguinea: lo sperone è più breve della metà dell'ovario e le foglie sono maculate su entrambe le facce.

- Sezione Maculatae: le foglie sono sempre maculate; il labello è decisamente trilobo; il fusto è pieno ma sottile; lo sperone è più lungo dell'ovario; questo gruppo di orchidee si presenta con entità diploidi e tetraploidi (vedi paragrafo “Variabilità”), è quindi la sezione dotata di più elevata variabilità.

- D. maculata (L.) Soó, 1962 - Concordia.
- D. maculata subsp. fuchsii (Druce ex Soó) Hyl., 1966 - Orchide di Fuchs: il labello è ancor più profondamente trilobo.
- D. maculata subsp. saccifera (Brongniart) Soó: ha uno sperone grosso e sacciforme (a forma di sacco).

- Sezione Dactylorhizae: le foglie sono quasi sempre maculate; il labello è decisamente trilobo; il fusto è cavo; lo sperone è più breve o uguale all'ovario.

- Le foglie sono larghe (fino a 5 cm e oltre); il fusto è robusto con una infiorescenza densa; questo gruppo di orchidee sono igrofile; anche questa sezione, come quella precedente, presenta una tassonomia complessa e controversa.

- D. majalis (Rchb.) P.F. Hunt & Summerh , 1965 - Orchide a foglie larghe: le foglie sono sempre macchiate.
- D. elata subsp. sesquipedalis (Willd.) Soó, 1962 : questa orchidea è caratterizzata dall'avere una infiorescenza estremamente densa con numerosi fiori, inoltre è tra le più alte di questo genere.

- Le foglie sono lineari (larghe al massimo 1 cm); il fusto è gracile con una infiorescenza lassa.

- D. traunsteineri (Saut. ex Rchb.) Soó, 1962 - Orchide di Traunsteiner: le foglie sono strettamente lineari.
- D. traunsteineri subsp. rhaetica H.Baumann & R.Lorenz, 2005 - Orchide retica: le foglie sono ovalo-lanceolate.

### Variabilità
I rapporti specifici all'interno di questo genere sono complessi a causa della presenza di frequenti casi di ibridazione e di poliploidia. In base a studi fatti sui cromosomi, l'originario gruppo diploide (2n = 40) sembra essersi evoluto in Asia; quindi con successive migrazioni verso ovest e diversi eventi alloploidi (ibridazione seguita dal raddoppio dei cromosomi = tetraploide) si è giunti in Europa con gruppi diploidi anche distinti nella stessa specie (vedi D. maculata con 2n = 40, 60, 80).
In ambiente ibrido sono possibili anche fenomeni di introgressione: si fissano così in una data area delle popolazioni con caratteri intermedi. Anche i vari areali sono di difficile delimitazione. Ad esempio passando dalle Alpi occidentali a substrato siliceo a quelle orientali a substrato calcareo non si rileva una chiara soluzione di continuità tra i vari gruppi rendendone difficile l'individuazione e/o la separazione. Un altro motivo deriva dalla capacità di queste piante di adattarsi velocemente e facilmente ad ambienti diversi e substrati diversi.
I caratteri più facilmente variabili in questo genere sono i seguenti:
- le foglie possono essere maculate oppure no (anche su entrambe le facce);
- il colore dei fiori è molto variabile;
- la morfologia del labello (generalmente a forma più o meno trilobata);
- alcune osservazioni indicano che ad esempio la borsicola rostellare in giovani fiori è unica, mentre tende a sdoppiarsi in seguito[11] (una singola borsicola è carattere distintivo del genere affine Orchis).

#### Ibridi
Sono stati descritti i seguenti ibridi:
- Dactylorhiza × abantiana H.Baumann & Künkele
- Dactylorhiza × aldenii H.Baumann
- Dactylorhiza × altobracensis (Coste & Soulié) Soó
- Dactylorhiza × alutiiqorum (A.Baum & H.Baum) J.M.H.Shaw
- Dactylorhiza × aschersoniana (Hausskn.) Borsos & Soó
- Dactylorhiza × baicalica Aver.
- Dactylorhiza × balabaniana H.Baumann
- Dactylorhiza × bayburtiana H.Baumann
- Dactylorhiza × beckeriana (Höppner) Soó
- Dactylorhiza × boluiana H.Baumann
- Dactylorhiza × braunii (Halácsy) Borsos & Soó
- Dactylorhiza × breviceras Renz & Taubenheim
- Dactylorhiza × claudiopolitana (Simonk.) Borsos & Soó
- Dactylorhiza × conigera (Norman) B.Bock
- Dactylorhiza × csatoi (Soó) Soó
- Dactylorhiza × daunia W.Rossi, Ard., Cianchi, Piemont. & Bullini
- Dactylorhiza × delamainii (G.Keller ex T.Stephenson) Soó
- Dactylorhiza × dinglensis (Wilmott) Soó
- Dactylorhiza × drucei (A.Camus) Eccarius
- Dactylorhiza × dubreuilhii (G.Keller & Jeanj.) Soó
- Dactylorhiza × dufftiana (M.Schulze) Soó
- Dactylorhiza × dufftii (Hausskn.) Peitz
- Dactylorhiza × erdingeri (A.Kern.) B.Bock
- Dactylorhiza × estonica Jagiello & Kuusk
- Dactylorhiza × flixensis (Gsell) Soó
- Dactylorhiza × formosa Soó
- Dactylorhiza × fourkensis B.Willing & E.Willing
- Dactylorhiza × gabretana (A.Fuchs) Soó
- Dactylorhiza × godferyana (Soó) Peitz
- Dactylorhiza × grandis (Druce) P.F.Hunt
- Dactylorhiza × guilhotii (E.G.Camus) B.Bock
- Dactylorhiza × guillaumeae C.Bernard
- Dactylorhiza × gustavssonii H.Baumann
- Dactylorhiza × hallii (Druce) Soó
- Dactylorhiza × hochreutinerana (K.Hellm.) Soó
- Dactylorhiza × influenza (Sennholz) Soó
- Dactylorhiza × insignis (T.Stephenson & T.A.Stephenson) Soó
- Dactylorhiza × jenensis (Brand) Soó
- Dactylorhiza × juennensis Perko
- Dactylorhiza × katarana H.Baumann
- Dactylorhiza × kerneri (Soó) Soó
- Dactylorhiza × kopdagiana H.Baumann
- Dactylorhiza × latirella (P.M.Hall) Soó
- Dactylorhiza × lehmannii (Klinge) Soó
- Dactylorhiza × megapolitana (Bisse) Soó
- Dactylorhiza × metsowonensis B.Baumann & H.Baumann
- Dactylorhiza × mixta (Asch. & Graebn.) B.Bock
- Dactylorhiza × nevskii H.Baumann & Künkele
- Dactylorhiza × ornonensis (G.Keller & Jeanj.) Soó
- Dactylorhiza × paridaeniana Kreutz
- Dactylorhiza × perez-chiscanoi F.M.Vázquez
- Dactylorhiza × pontica (Kohlmüller) P.Delforge
- Dactylorhiza × renzii H.Baumann & Künkele
- Dactylorhiza × rizeana Renz & Taubenheim
- Dactylorhiza × rombucina (Cif. & Giacom.) Soó
- Dactylorhiza × ruppertii (M.Schulze) Borsos & Soó
- Dactylorhiza × senayi (Alleiz.) Soó
- Dactylorhiza × serbica (H.Fleischm.) Soó
- Dactylorhiza × sivasiana E.Baumann & Künkele ex Renz & Taubenheim
- Dactylorhiza × sooi (Ruppert ex Soó) Soó
- Dactylorhiza × souflikensis B.Willing & E.Willing
- Dactylorhiza × stagni-novi D.Tyteca & Gathoye
- Dactylorhiza × szaboiana (Soó) Soó
- Dactylorhiza × transiens (Druce) Soó
- Dactylorhiza × turcestanica (G.Keller & Soó) Oddone
- Dactylorhiza × vallis-peenae Kümpel
- Dactylorhiza × venusta (T.Stephenson & T.A.Stephenson) Soó
- Dactylorhiza × viridella (Hesl.-Harr.) Oddone
- Dactylorhiza × vitosana H.Baumann
- Dactylorhiza × vogtiana H.Baumann
- Dactylorhiza × vorasica B.Willing & E.Willing
- Dactylorhiza × weissenbachiana Perko

### Sinonimi
Il genere Dactylorhiza ha avuto nel tempo diverse nomenclature. L'elenco che segue indica alcuni tra i sinonimi più frequenti:
- Coeloglossum Hartman, 1820
- Dactylorchis (Klinge) Vermeulen, 1947
- Orchis subg. dactylorchis Klinge

### Generi simili
Il genere più vicino a quello di questa voce è il genere Orchis L., 1753. Questo si differenzia per le seguenti caratteristiche (alcune delle quali sono già state citate):
- la forma dei rizotuberi è normalmente intera;
- i segmenti esterni del perigonio sono conniventi a cappuccio (a protezione degli organi di riproduzione);
- le brattee dell'infiorescenza sono più brevi (raramente raggiungono l'ovario);
- la borsicola del ginostemio ha un unico lobo (nelle “dactylorhize” è bilobata).

## Usi

### Farmacia
- Sostanze presenti: nei tuberi essiccati di queste piante si può trovare tra l'altro 5% di albume, 48% di sostanze mucillaginose e 25% di amido[12].
- Proprietà curative: secondo la medicina popolare i tuberi di alcune di queste orchidee, trattati opportunamente, producono una gelatina calmante e lenitivo-protettiva che può essere usata nelle irritazioni del tratto gastro-intestinale[13].

### Cucina
In certe zone vengono mangiati i tuberi cotti. Oppure essiccati e macinati producono una polvere molto nutriente con la quale si possono fare delle bevande oppure aggiunta ai cereali si utilizza nella produzione di un pane particolare.. 

### Giardinaggio
L'interesse maggiore per queste piante è nell'ornamentazione e nel giardinaggio, in particolare in quelli rocciosi e alpini.

## Altre notizie
Tutte le orchidee sono protette dalla raccolta indiscriminata.